# Spiritika
Spiritika (Witchboard) è un film horror del 1986, scritto e diretto da Kevin S. Tenney al debutto come regista, e avente come attori Tawny Kitaen e Stephen Nichols. Sono stati prodotti anche due seguiti con lo stesso titolo inglese ma con trame separate, ossia Spiritika 2 - Il gioco del diavolo e Spiritika 3 - A letto con il demonio, i quali sono stati rilasciati rispettivamente nel 1993 e nel 1995.

## Trama
Durante una festa, Brandon Sinclair porta la sua ouija e cerca di contattare David, lo spirito di un bambino di dieci anni. Lo spirito risponde ma Jim, l'ex-amico di Brandon, insulta David, facendo arrabbiare lo spirito, il quale fora le ruote della macchina di Brandon.
Brandon accidentalmente dimentica la ouija nella casa della festa e Linda, la ragazza di Jim, comincia a contattare David da sola con la ouija. Linda cade così nel cosiddetto "intrappolamento progressivo", col quale lo spirito riesce gradualmente a impossessarsi di lei.  Jim, nel frattempo, nota dei cambiamenti nel carattere di Linda, che gradualmente diventa più irascibile e violenta.
Brandon e Jim, al fine di aiutare Linda, chiedono a una medium di nome Sarah "Zarabeth" Crawford di esorcizzare lo spirito e, dopo una seduta con Linda, scopre che lo spirito con cui si sono messi in contatto non è quello di David, un bambino di dieci anni, ma di Carlos Malfeitor, un omicida seriale morto. Subito dopo aver scoperto che si tratta di Malfeitor, la medium Zarabeth viene uccisa da questi nel suo appartamento affinché non riveli la sua identità.
Brandon e Jim, intanto si recano nel posto in cui il bambino di dieci anni è morto, al fine di riuscire a mettersi in contatto con lui con un'altra ouija. Durante la seduta scoprono che lo spirito del bambino di dieci anni non c'entra, e subito dopo la seduta appare lo spirito di Malfeitor, che uccide Brandon e ferisce Jim. 
Intanto Linda usa la ouija nuovamente ma non riceve più risposta. Subito dopo, Malfeitor attacca Linda e si impossessa completamente di lei.  Il giorno dopo, Jim torna nell'appartamento trovandolo a soqquadro, e viene assalito da Linda. Jim scopre che Malfeitor non è interessato al corpo di Linda, ma a quello di Jim, e il suo fine è impossessarsi del suo corpo. Jim così punta una pistola alla tempia nel tentativo di suicidarsi, ma istintivamente spara alla ouija e, così facendo, sconfigge definitivamente Malfeitor distruggendo la sua "porta di accesso" dall'aldilà.
Nelle scene finali, Linda e Jim appaiono mentre si sposano in chiesa. Mentre una ragazza e la padrona di casa puliscono la casa, trovano la ouija danneggiata e si chiedono se funzioni ancora prima di buttarla in un cartone con la planchette. La videocamera riprende la parola "yes" della ouija nel cartone, e la planchette si sposta su "yes".

## Produzione
Il regista Kevin S. Tenny ha cominciato a scrivere il copione mentre studiava alla University of Southern California. Volendo scrivere un film horror basato su una ouija, cominciò ad approfondire il concetto di "intrappolamento progressivo", un elemento che compare brevemente nel film L'esorcista (1973), in cui una persona viene progressivamente irretita da uno spirito. Alcune parti del copione, come la scena del coltello e del ketchup che cadono a terra, sono basate su incidenti di cui il regista aveva sentito parlare mentre raccoglieva le esperienze che amici intimi e altri avevano avuto con la ouija.
Sebbene Tenny non abbia mai creduto che con la ouija si potesse comunicare con l'aldilà, ha ammesso che la tavola era spaventosa. Uno dei temi centrali del film è la storia di amicizia tra Jim e Brandon, la cui amicizia viene compromessa da un triangolo amoroso con Linda. Tenny ha affermato nelle interviste che, sebbene fosse un film horror, ha cercato di creare un film incentrato sui personaggi e sulle loro storie.
Per la produzione del film è stata investita una cifra compresa fra 1,5 e 2 milioni di dollari.

## Distribuzione
Il film è stato distribuito parzialmente a dicembre del 1986, mentre è stato distribuito completamente a marzo 1987. Successivamente il film è stato distribuito anche nel mercato home video.

## Accoglienza

### Critica
Sull'aggregatore Rotten Tomatoes il film riceve il 50% delle recensioni professionali positive con un voto medio di 5,36 su 10 basato su 10 critiche. Sebbene le reazioni di pubblico e critica siano state diverse, il film è divenuto un fenomeno cult a partire dalla sua uscita.

### Pubblico
Il film ha incassato circa 7,4 milioni di dollari al botteghino statunitense.

## Film della serie
- Spiritika (Witchboard), regia di Kevin S. Tenney (1986)
- Spiritika 2 - Il gioco del diavolo (Witchboard 2: The Devil's Doorway), regia di Kevin S. Tenney (1993)
- Spiritika 3 - A letto con il demonio (Witchboard III: The Possession), regia di Peter Svatek (1995)